# Miles M.20
Il Miles M.20 fu un prototipo di aereo da caccia monoposto che l'azienda aeronautica britannica Miles Aircraft realizzò in due esemplari tra il 1940 e il 1941. Progettato per massimizzare l'economicità e la rapidità di produzione onde far fronte alle perdite subite dalla Royal Air Force durante la Battaglia d'Inghilterra, si rivelò superfluo al termine di questa; anche una versione imbarcata fu infine giudicata non necessaria, e la produzione in serie non fu dunque intrapresa nonostante le buone caratteristiche dell'aereo.

## Storia del progetto
Durante la Battaglia d'Inghilterra, nei mesi centrali del 1940, la Royal Air Force britannica temeva che la produzione di caccia Spitfire e Hurricane non riuscisse a far fronte alle perdite causate dagli scontri con la Luftwaffe tedesca. Per questo motivo l'Air Ministry emise una specifica, la F.19/40, per un caccia a basso costo di costruzione semplice e rapida, in risposta alla quale Walter Capley della Miles Aircraft ideò il Miles M.20.
Il primo prototipo dell'M.20 fu progettato e realizzato in appena 65 giorni. Effettuò il suo primo volo il 15 settembre 1940.

## Tecnica
Il Miles M.20, un "caccia di emergenza", fu progettato per rendere la sua fabbricazione quanto più possibile veloce ed economica. Si trattava di un monoplano ad ala bassa di architettura convenzionale, dalla struttura e dal rivestimento completamente lignei. Molte parti erano identiche a quelle dell'addestratore Miles Master; il gruppo motopropulsore era lo stesso che era montato sui Bristol Beaufighter Mk II. Il carrello d'atterraggio era fisso (carenato tuttavia per ridurre la resistenza aerodinamica) e, dunque, mancava un impianto idraulico. L'ala era in un pezzo unico e conteneva l'armamento, costituito da otto mitragliatrici Browning da 7,7 mm. Benché fosse previsto che potesse essere incrementato fino a 12 mitragliatrici, tale armamento corrispondeva allo standard dell'epoca (rispetto agli Spitfire e agli Hurricane armati allo stesso modo l'M.20 trasportava però più munizioni). L'aereo era caratterizzato anche da un innovativo tettuccio a goccia che consentiva al pilota una visuale a 360°.

## Impiego sperimentale
La vittoria britannica nella Battaglia d'Inghilterra rese superfluo procedere con la produzione in serie dell'M.20. Esso aveva dato prova di buone prestazioni durante i collaudi e, in particolare, aveva un'eccellente autonomia tra i suoi punti di forza, ma il progetto venne abbandonato e il primo prototipo fu rottamato.
Un secondo prototipo venne realizzato più tardi in risposta alla specifica N.1/41 per un caccia imbarcato per la Fleet Air Arm; esso, che si differenziava dal primo per la presenza di un gancio d'arresto e degli attacchi per il lancio con catapulta, volò per la prima volta l'8 aprile 1941. Era adatto all'impiego sulle navi CAM (Catapult Aircraft Merchant ships): si trattava di navi mercantili prive di un ponte di volo, che potevano lanciare un aereo da caccia con una catapulta in caso di attacco nemico e ripescare il pilota dopo l'ammaraggio (il quale comportava la perdita dell'aeroplano). Per facilitare l'ammaraggio il secondo prototipo dell'M.20 aveva un carrello sganciabile. Questo ruolo comunque fu infine affidato agli Hurricane divenuti obsoleti, e dunque anche la variante imbarcata dell'M.20 venne rottamata dopo la conclusione dei test nel 1942.

## Utilizzatori
- Royal Air Force (pianificato)
- Fleet Air Arm (pianificato)